# Holló Ernő
Holló Ernő (Gyergyószentmiklós, 1910. január 5. – Sepsiszentgyörgy, 1983. január 21.) erdélyi magyar költő, újságíró.

## Életpályája
Középiskolai tanulmányait Hajdúböszörményben, Gödöllőn és Aszódon végezte (1928), majd újságíró lett. 1929-től a Kis Újság, 1930-tól az Új Idők belső munkatársa Budapesten, írásait közli a Válasz és Vigilia, Erdélyben a Pásztortűz és Vasárnap. 1941-től Sepsiszentgyörgyön a Székely Nép állandó munkatársa, 1944–45-ben ugyanott a Szabadság szerkesztője, később a Népi Egység munkatársa 1949-ig. Versei, elbeszélései, jegyzetei az Igaz Szó, Utunk, Művelődés, Dolgozó Nő, Megyei Tükör, Előre, Hargita és több más heti- vagy napilap hasábjain jelentek meg.
Hol elégikus, hol balladás verseiben a társadalom és természet mindennapos megfigyelései mintegy életrajzszerűen tükröződnek. Több verseskötete magyarországi éveiben Budapesten jelent meg (Estéli utazás, 1930; Mindent meglátni benned, lélek, 1933; Tűz a tóparton, 1935; Férfiének, 1939; Versek, 1941). Több költeményét megzenésítették, így Kleopátra halála című versét Kazacsay Tibor (1942). Szerepel a Kapuállítás című antológiákban (Sepsiszentgyörgy 1971, 1982). Arcképét megfestette Bara Árpád.
Hazai verskötetei: Tisztítótűz (Csíkszereda 1946); Téli készülődés (1966).

## További irodalom
- Tompa László: Egy székelyföldi költő. Utunk 1946/6.
- Vári Attila: Hosszú készülődés. Igaz Szó 1970/1.
- Bardócz Gergely: "A fák szótlanul utána karoltak." Holló Ernő sírjára. Utunk 1983/8.